# 1055

## Събития
- Селджуките, водени от Тогрул I, превземат Багдад.